# Patarola multicarinata
Patarola multicarinata là một loài rêu tản trong họ Radulaceae. Loài này được (Lindenb.) Trevis. miêu tả khoa học lần đầu tiên năm 1877.